# Chickamauga Creek
Chickamauga Creek ist der herkömmliche Name eines kleineren linken Nebenflusses des Tennessee River in den nordamerikanischen Bundesstaaten Georgia und Tennessee.
Geschichtlich bekannt wurde der Chickamauga durch die gleichnamige Schlacht während des amerikanischen Bürgerkriegs (19. und 20. September 1863).
Der Fluss trägt seinen Namen von den Chickamauga-Indianern. Nach einer anderen, umstrittenen Erklärung bedeutet Chickamauga „Todesbach“.
Heute heißt der Teil des Flusslaufs, der nördlich von Chattanooga in Tennessee in den Tennessee River mündet, South Chickamauga Creek (zur Unterscheidung von dem gegenüber von rechts einmündenden North Chickamauga Creek); die Schlacht fand an dem von Süden (aus Georgia) kommenden und östlich von Chattanooga in den South Chickamauga Creek mündenden West Chickamauga Creek statt. Oberhalb der Einmündung von South und North Chickamauga Creek wurde der Tennessee zum Chickamauga Lake aufgestaut.